# Рийяд-паша
'Мустафа Рийяд-паша (встречается, написание имени Рияд-паша,Рия-баша, Рияз-паша)  (1835 или 1836—1911) — египетский государственный и политический деятель. Трижды Премьер-министр Египта (1879—1881, 1888—1891, 1893—1894). Военный министр Египта (1881).

## Биография
Черкесского происхождения.
Обнаружив незаурядные способности к тяжелой работе и сильную волю Рийяда, хедив Исмаил-паша назначил его на одну из министерских должностей первого правительства конституционной монархии в Египте (1878). Рийяд был честным человеком, обладающим замечательной независимостью характера. В течение нескольких месяцев он занимал пост министра внутренних дел. Когда Исмаил-паша распустил правительство и попытался восстановить автократическое правление, Рийяд был вынужден покинуть страну.
После свержения в июне 1879 года Исмаил-паши под давлением британских и французских кредиторов Мустафа Рийяд-паша сформировал первое правительство хедива Тауфика. В сентябре 1881 года, после падения его правительства под давлением народных манифестаций, Военный министр Египта, до декабря 1882 года занимал также пост министра внутренних дел. Позже уехал в Европу и жил в Женеве.
После выхода в отставку в политической жизни Египта до 1888 года не участвовал, пока в отставку с поста главы правительства не ушёл Нубар-паша. Во время своего второго срока на посту премьер-министра Рийяд сотрудничал с британским агентом сэром Ивлином Бэрингом. В результате премьер имел значительные успехи в проведении многих реформ, в частности, ликвидации принудительного труда и тому подобное.
В январе 1893 года Рийяд вновь возглавил правительство во время правления хедива Аббаса II Хильми, но уже через год ушёл в отставку, сославшись на ухудшение состояния здоровья. Одновременно с января 1893 по апрель 1894 года был министром народного образования. При нём развитие образования, в первую очередь, было направлено на реформирование и модернизацию традиционных Медресе.

## Награды
- Почётный рыцарь Большой Крест Ордена Святого Михаила и Святого Георгия (1889)